# Rocha megye
Rocha  egy megye Uruguayban. A fővárosa Rocha .

## Földrajz
Az ország délkeleti részén található. Megyeszékhely: Rocha